# Helgered
Helgered är en bebyggelse i stadsdelen Björlanda i Göteborgs kommun tillhörande stadsdelsnämndsområde Lundby tillsammans med primärområdena Brämaregården, Kvillebäcken, Kärrdalen, Sannegården och Slättadamm. 
Helgered består av drygt 240 hushåll och ligger på båda sidor av Björlandavägen. Det vackra strövområdet Klare Mosse ligger i nordöstra delen av området, och där rinner Osbäcken upp. Området gränsar också till naturområdena Hisingsparken och Svarte mosse.
SCB räknar området som en del av tätorten Göteborg och gjorde så även före 2015. Året 2015 klassades området som en separat tätort av SCB benämnd Helgered och Östergärde industriområde. Denna tätort hade 2015 633 invånare på 136 hektar.